# كونتاريوتيسا
كونتاريوتيسا (Κονταριώτισσα) هي مدينة في بيريا في مقاطعة فوريا إلادا في اليونان.